# Miquel Golobardes i Vila
Miquel Golobardes i Vila (Peralada, 2 de febrer de 1909- Barcelona, 20 de maig de 1971). Fou un historiador, mestre, filòleg i arxiver. Destacà per la seva tasca d'ordenació, recerca, recuperació i publicació del fons i documents de la biblioteca del castell de Peralada. També pels seus estudis sobre la vida i situació dels pagesos de remença i de la pagesia catalana fins al segle XV.

## Biografia
Fill d'una humil família pagesa, com a hereu, era destinat a continuar a la casa pairal. Però els seus estudis a l'escola dels comtes de Peralada li desvetllaren la seva profunda vocació per l'estudi i el coneixement. Contradient la voluntat paterna va trobar la manera d'estudiar magisteri amb l'ajut del seu oncle Joaquim que era mestre a Alfara de Carles, un petit poble a prop de Tortosa on va anar a viure en acabar el servei militar. El 1934 obtingué el títol de batxillerat, que va fer en dos cursos a l'Institut de Tortosa.
El curs 1934-1935 obtingué una beca per ingressar a l'Escola Normal de la Generalitat. Tenia vint-i-cinc anys i era l'alumne de més edat. Allà trobà un professorat rellevant en el món de la cultura i de la pedagogia com ara Cassià Costal, Rafel Solanic, Alexandre Galí, Artur Martorell, Joan Trigo o Pau Vila. També amb un alumnat altament motivat i participatiu. Sent encara estudiant, el desembre de 1935 es casava amb Guadalupe Martí. La Guerra Civil, iniciada el juliol de l'any següent, el portà a ser milicià de la cultura. La Normal de la Generalitat fou un element clau en la seva formació. Ell mateix assenyalava que a la Normal havia nascut i concretat la seva vocació d'historiador i de mestre. En acabar la guerra fou durament represaliat pel franquisme i fou inhabilitat per acabar els estudis de magisteri. Foren temps difícils, però, gràcies a avals de diverses persones va poder ingressar a la Universitat de Barcelona per cursar els estudis de Filosofia i Lletres, Secció d'Història Antiga. A la universitat coincidí amb Joan Triadú amb qui compartia el posicionament a favor dels Aliats, catalanisme i l'admiració per la cultura i llengua gregues. Triadú defineix Golobardes com "un personatge extraordinari, franc i comunicatiu".
Un cop llicenciat, el 1941, s'incorporà al Col·legi Oficial de Doctors i Llicenciats en Filosofia i Lletres i en Ciències de Catalunya. Fet que li permetia dedicar-se a l'ensenyament. Així la tardor d'aquell any posava en marxa a Montblanc un centre d'ensenyament primari i secundari, comerç, peritatge mercantil, cultura general i idiomes. La novella institució, en línia amb l'experiència de Miquel Golobardes a la Normal de la Generalitat, es proposava la formació de persones amb esperit crític i compromís cívic. També l'objectiu de què l'educació ofereixi respostes individualitzades als alumnes, segons les seves necessitats i possibilitats i integrar-se en la realitat que els envolta.
Però, el 1943, en el clima de control i totalitarisme del primer franquisme, sorgeix una denúncia anònima basada en el seu expedient de depuració, que l'obligà a tancar el centre i abandonar la capital de la Conca de Barberà. Tot i que finalment l'expedient fou resolt favorablement, l'Acadèmia Montblanc ja era clausurada. Fet que l'animà a reprendre la seva vida professional establint-se a l'Alt Empordà.
El 1944 entrà com a professor adjunt de grec i llatí a l'Institut Ramon Muntaner de Figueres. El 1961 guanyà la càtedra de grec d'Institut de batxillerat, de Múrcia. El 1963 arribava a l'Institut Jaume Vicens Vives de Girona. El 1970 com a director posava en funcionament el nou institut de Blanes, tot i que morí a l'any següent. La seva inquietud per la qualitat educativa fou acompanyada per l'organització de sortides i viatges amb els alumnes a la Catalunya del Nord (Perpinyà, Elna, Cotlliure, Sant Miquel de Cuixà). Així com per l'Empordà com a Vilabertran o Peralada. Enamorat de la cultura grega viatjà també amb els alumnes per la Grècia continental i les seves illes.

## La tasca a la Biblioteca del Castell de Peralada

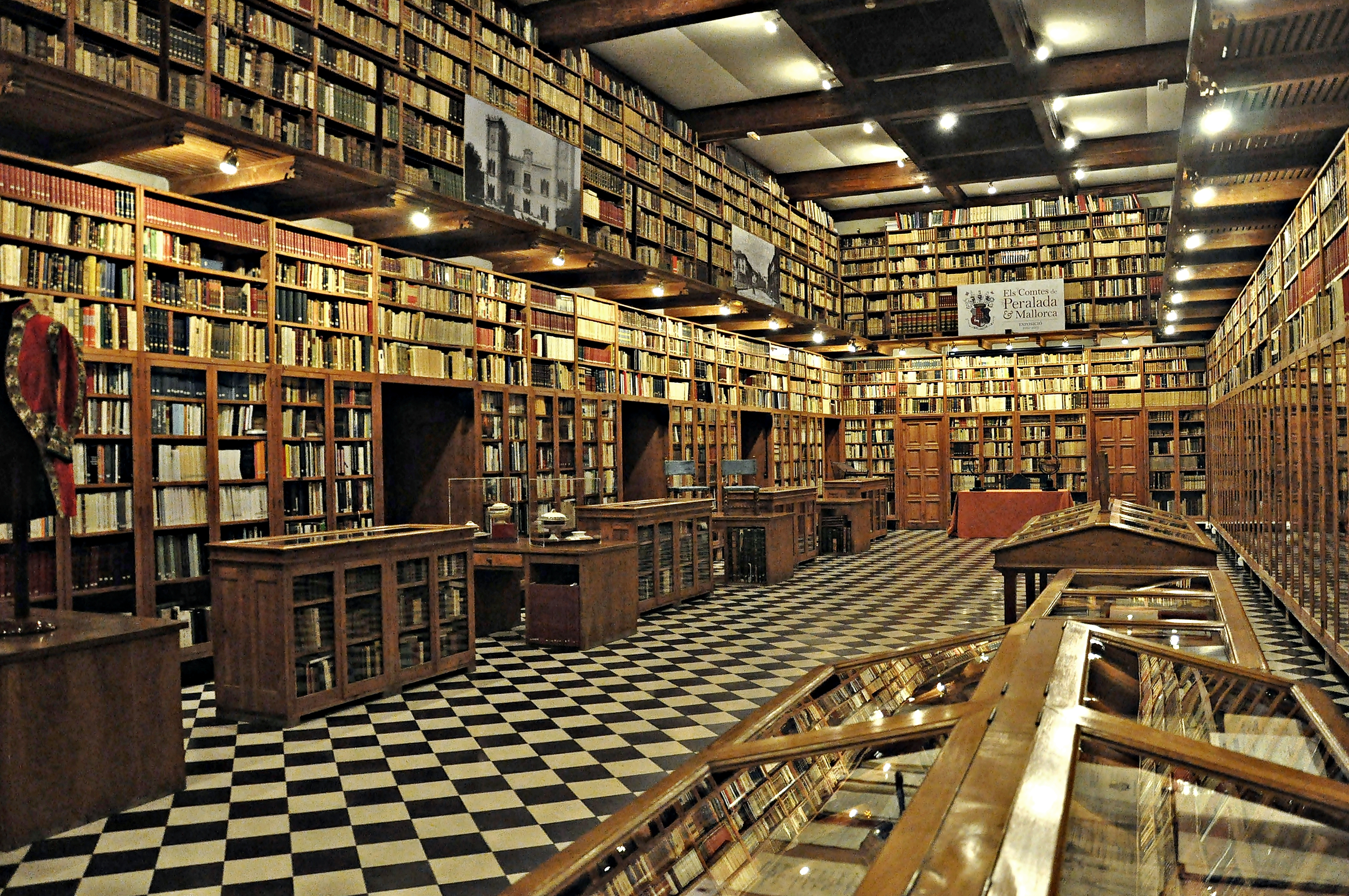
Biblioteca del castell de Peralada que dirigí Miquel Golobardes

Des de 1943 Golobardes es vinculà a la Biblioteca del Castell de Peralada, on gràcies als seus notables coneixements històrics i filològics així com de geologia, epigrafia, paleografia, geografia, etnologia i numismàtica va procedir a restaurar i ordenar i classificar el valuós fons documental i bibliogràfic de la biblioteca i l'arxiu propietat de l'empresari i polític Miquel Matreu i Pla. També aconseguí recuperar uns cinc mil documents que havien sortit de Peralada i es trobaven a la residència dels marquesos de La Torre a Mallorca.
Des de 1949 planejà la creació d'una línia de publicacions que donessin a conèixer la riquesa del fons documental i els treballs portats a terme al castell de Peralada. Objectiu que acabà concretant-se en les Edicions de la Biblioteca del Palau de Peralada.
Cal tenir en compte, també, l'ordenació i classificació, amb la col·laboració de J. Callicó, de la secció numismàtica del Castell de Peralada. Formada per mes dues mil monedes.

## La recerca historiogràfica
Miquel Golobardes a partir del material i la documentació de la biblioteca del castell de Peralada inicià la publicació de diversos opuscles i monografies com ara El monasterio de Santa Maria de Vilabertrán (1949), El convento del Carmen de Peralada (1953), El sepulcre de Peralada (1955), Peralada, condado, villa, palacio (1959). També organitzà exposicions. N'és un exemple la dedicada a la història militar entre els segles XV i XIX.

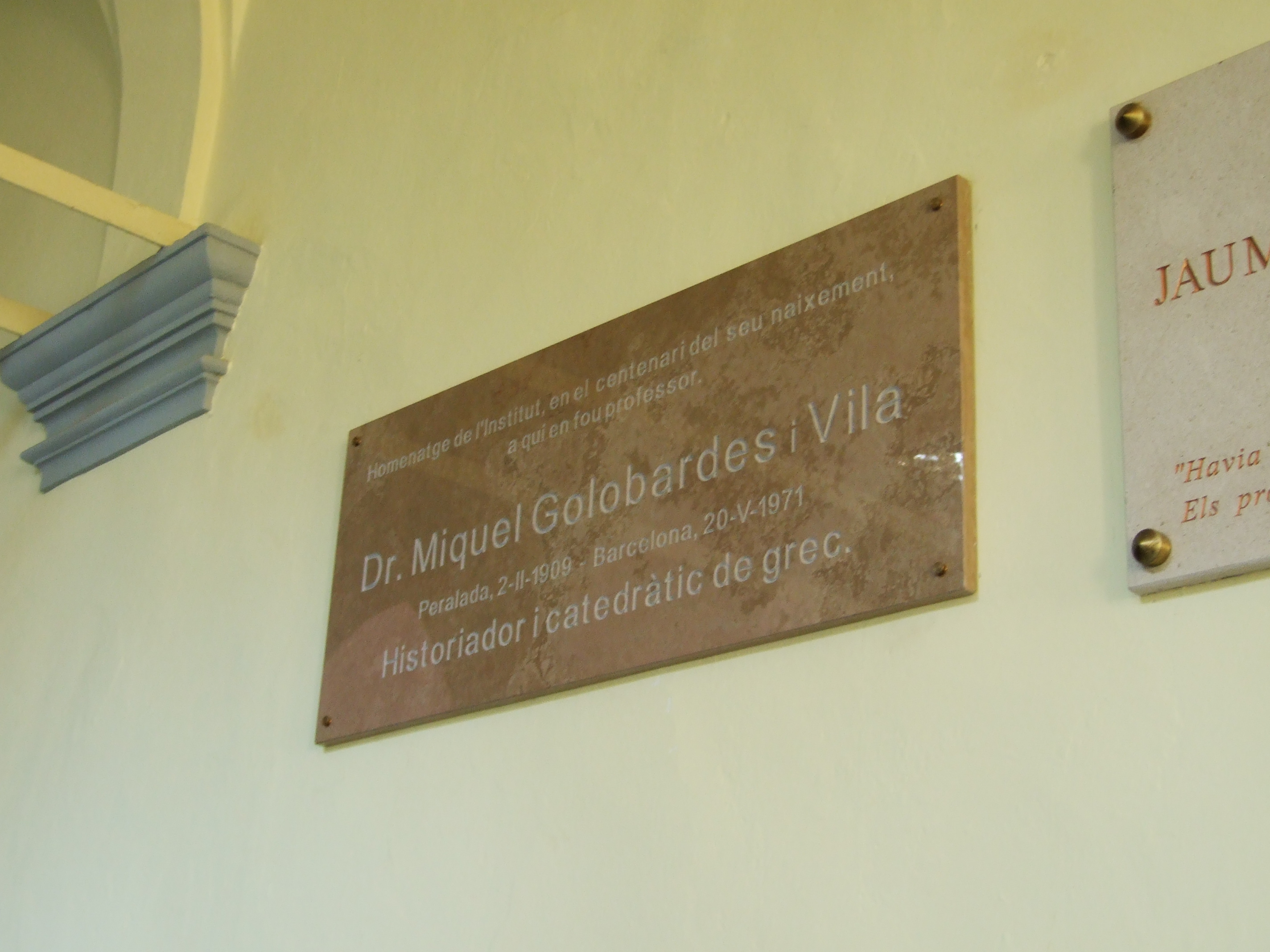
Làpida en homentage a Miquel Golobardes a l'Institut de Secundària Ramon Muntaner de Fuigueres

El 1950 començà a treballar en la seva tesi doctoral que dirigí Jaume Vicens Vives i fou defensada a la Universitat de Barcelona el 1954. Allà s'estudia la transformació de vida i terres dels pagesos fins a la seva progressiva submissió al feudalisme. També els moviments de resistència que conformà una primera revolta antisenyorial. Una recerca en què ressona l'arrelament a la terra i la seva ascendència pagesa de l'autor. On es mostra els antecedents preromans, l'evolució de la pagesia catalana des d'un règim de lliure propietat fins a la condició de remença, i com és portada per la força a una progressiva submissió feudal. Fou presentada sota el títol de Los payeses de remensa en la sociedad medieval catalana. Origen y evolución desde el siglo IX al XV.
Tesi que ampliada es publicà com Els pagesos de remença dins el quadre de la pagesia catalana fins al s.XV en dos toms. Iniciant-se, el 1970, la publicació pel segon volum que aplegava rellevants fonts i testimonis medievals recollits en 185 documents. A més d'un índex onomàstic de persones i llocs. També compren una relació de masos i masies i la seva ubicació. El segon volum fou publicada en vida de l'autor. El primer volum que comprèn la part doctrinal i expositiva de la recerca fou editat sota la cura de Santiago Sobrequés el 1973.

## Obres[calcitació]
- El Monasterio de Santa María de Vilabertrán. Barcelona : José Porter, 1949.
- El Ampurdán en la Guerra de la Independencia [Peralada]: Biblioteca del Palacio de Perelada, 1951.
- Biblioteca del Palacio de Perelada : colección documental y bibliográfica dedicada a las fiestas conmemorativas del quinto centenario de los Reyes Católicos : exposición organizada por los amigos de los museos en el Salón del Tinell, Barcelona, junio 1951. Figueres : Artes Gráficas Traytar, 1951.
- Peralada. [Paralada] : Biblioteca del Palacio de Perelada, 1952
- El Convento del Carmen de Peralada Barcelona : José Porter, 1953.
- Monetario : descripción de las piezas. Barcelona : Biblioteca Palacio Perelada, 1957
- Aportación a la exposición iberoamericana de numismática y medallística celebrada en Barcelona de 24 de noviembre a 9 diciembre en el Tinell y Capilla Santa Agueda..Peralada : Biblioteca del Palacio, 1958
- Perelada : condado, villa, palacio [Peralada] : Biblioteca del Palacio de Perelada, 1959
- Una colección de documentos inéditos sobre el dominio napoleónico en las comarcas del nordeste de Cataluña. Peralada : Biblioteca Palacio de Peralada, 1960 :
- "Notes per a una explicació agrària al nord de Catalunya", a : XIII Congrès Fédération Historique du Languedoc Méditerranéen et du Roussillon. Perpinyà,1969, p. 185 – 194.